# NGC 281
NGC 281 est une région HII située à environ 10 000 années-lumière de la Terre dans la constellation de Cassiopée. D'un diamètre d'environ 100 années-lumière, elle fait partie du bras de Persée. Elle inclut ou est proche de l'amas ouvert IC 1590 (en), l'étoile double HD 5005 et plusieurs globules de Bok. Elle est visible dans un télescope amateur dans les zones où le ciel nocturne est suffisamment sombre. Elle est parfois officieusement appelée nébuleuse Pacman à cause de sa ressemblance fortuite au héros éponyme du jeu d'arcade Pac-Man.
Cette nébuleuse en émission a été découverte par l'astronome américain Edward Barnard en 1881. Barnard a probablement observé la même nébuleuse en 1890 et elle a été plus tard inscrite au catalogue IC sous la cote IC 11.

## Galerie

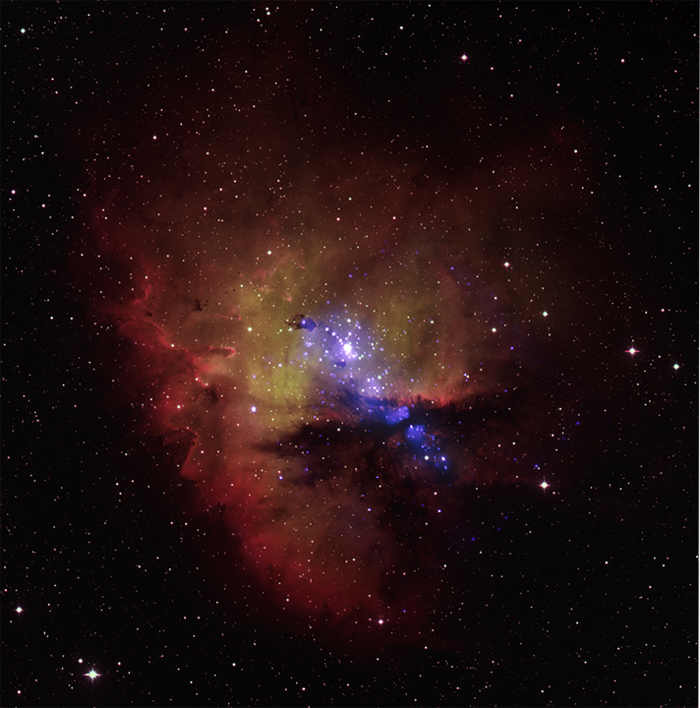
Image composite en lumière visible et en rayons X. (NASA/CXC/CfA/S.Wolk et al ; Optique : NSF/AURA/WIYN/Univ. of Alaska/T.A.Rector)
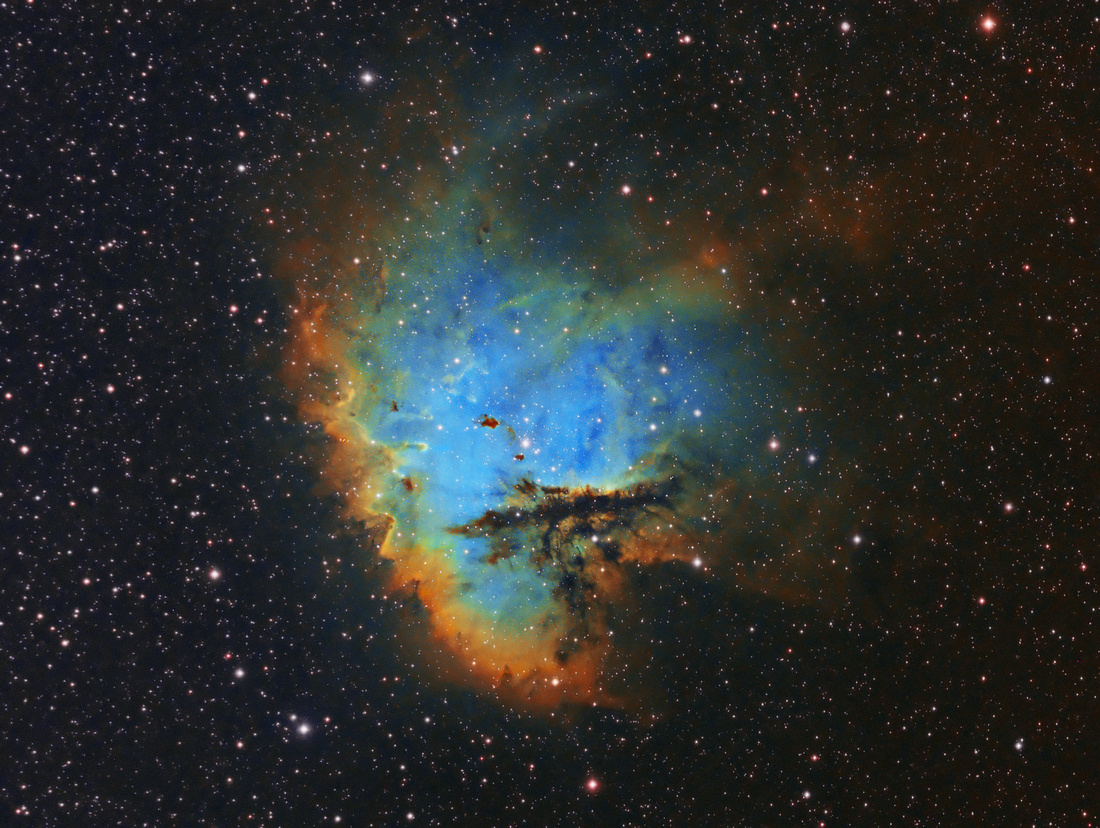
Une autre image de l'astronome amateur Hunter Wilson.
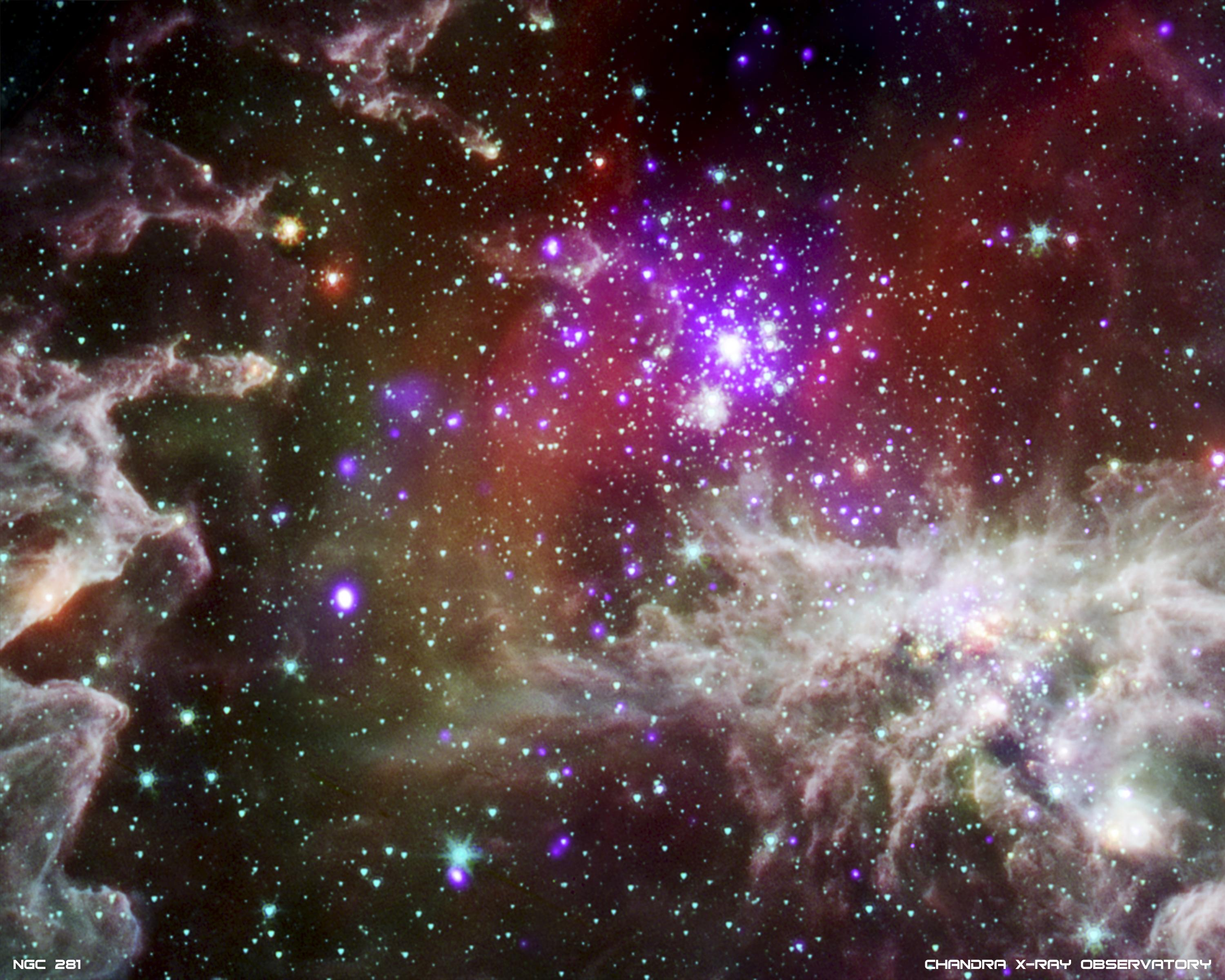
Image composite contenant des données de Chandra (en violet) et de Spitzer (rouge, vert et bleu). (NASA/CXC/CfA/S.Wolk; IR : NASA/JPL/CfA/S.Wolk)
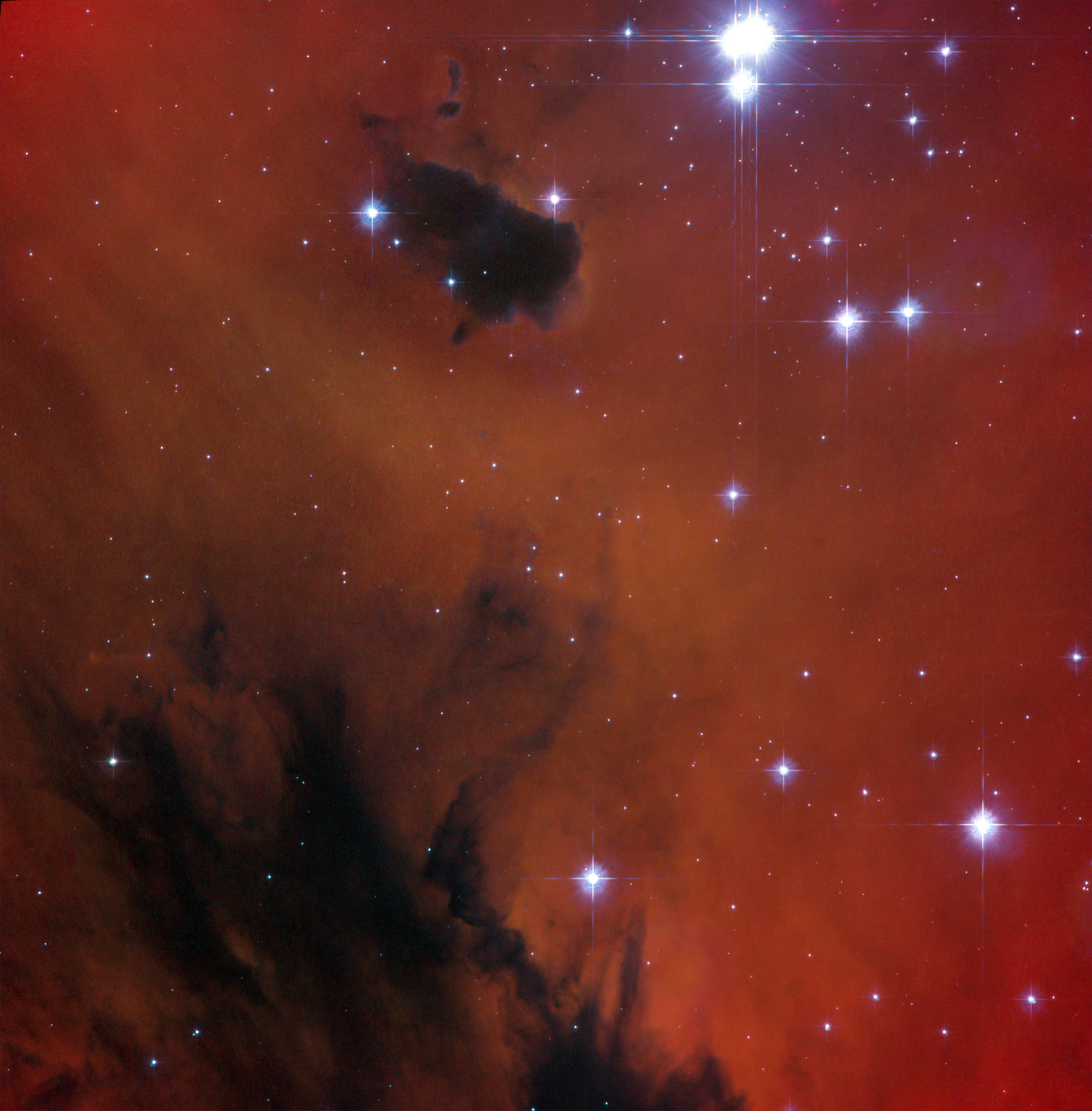
L'amas ouvert IC 1590 (pl) dans la nébuleuse NGC 281. (ESA/Hubble & NASA)
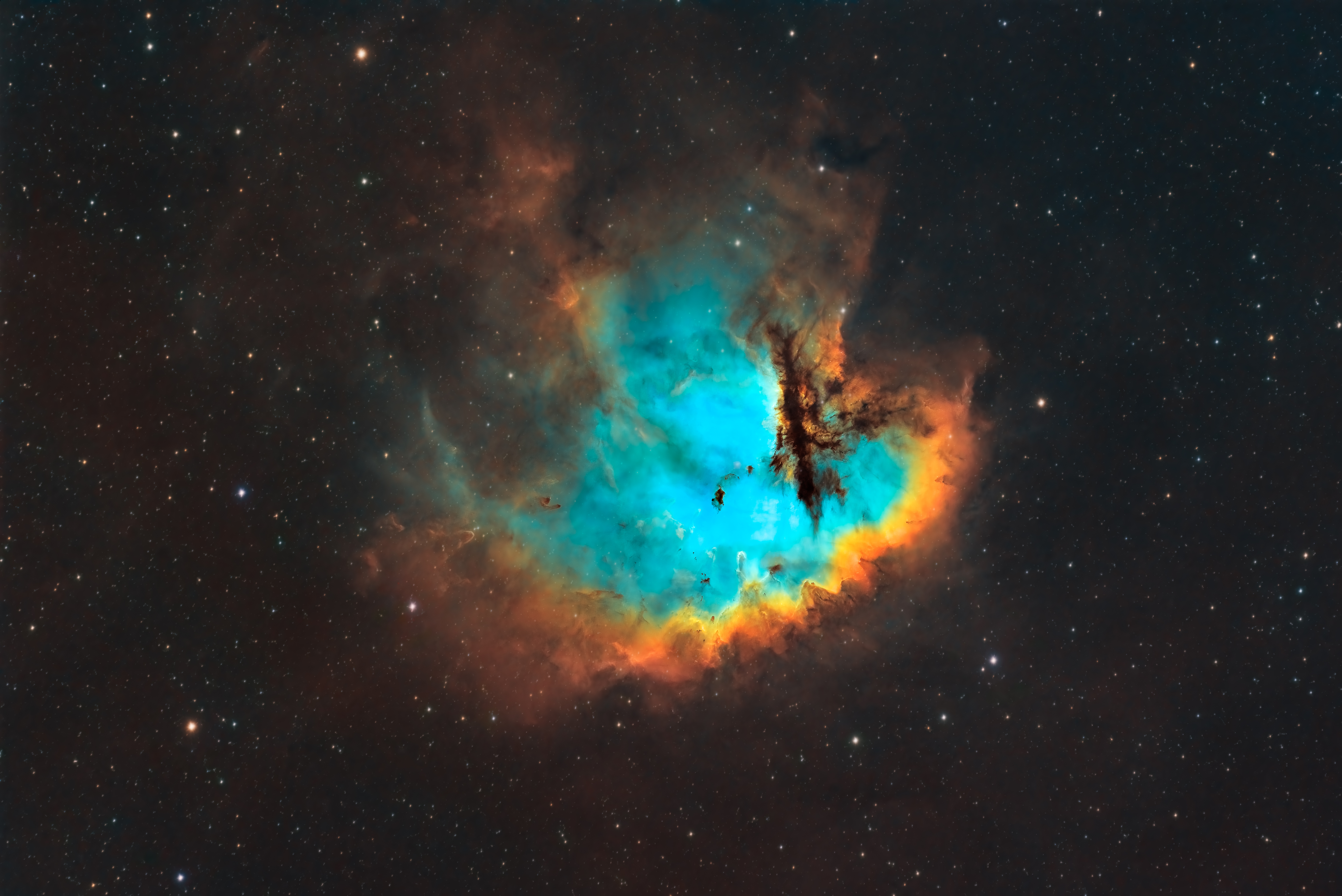
NGC 281 par l'astrophotographe Hunter Wilson [6],[7].
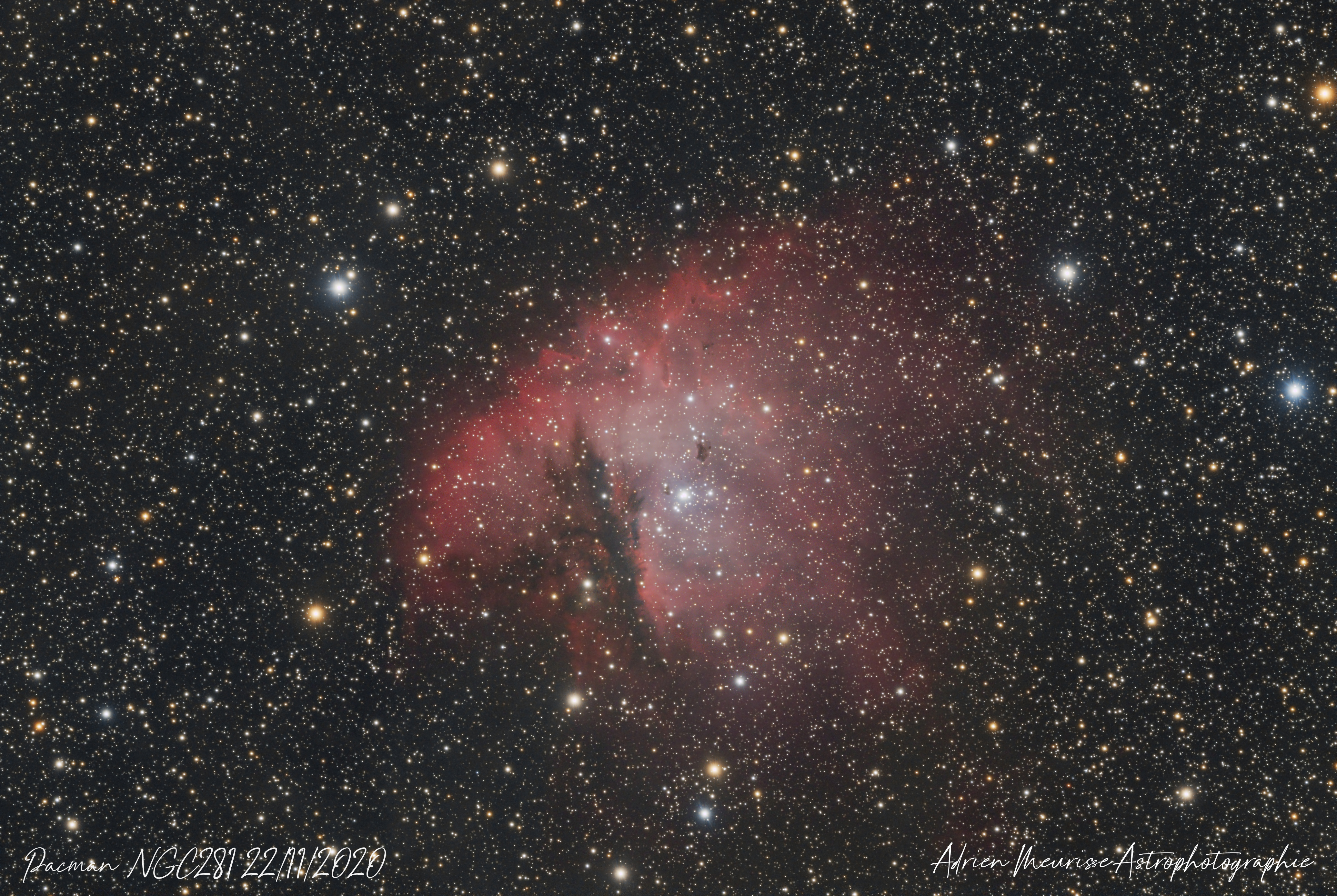
Réalisée le 21/11/2020 en Auvergne par l'astronome amateur Adrien MEURISSE, 56 poses de 5 min avec un appareil photo ASI294 et une lunette Esprit 120